# São Jerônimo
São Jerônimo (en español: San Jerónimo) es un municipio brasileño del estado de Rio Grande do Sul. Pertenece a la Región Metropolitana de Porto Alegre. Se encuentra a 29º57'33" de latitud sur y 51º43'20" de longitud oeste, a una altitud de 29 metros.
Posee un área de 970,22 km² y su población en 2010 era de 22 141 habitantes.
El municipio forma parte de la cuenca hidrográfica del río Jacuí.